# Россошка (приток Цимлы)
Россошка (балка Россошь) — река в России, протекает по Чернышковскому району Волгоградской области. Левый приток Цимлы, бассейн Дона.

## География
Россошка начинается в балке Россошь восточнее районного центра Чернышковский. Течёт на юго-восток, затем поворачивает на запад. Запружена выше хутора Ёлкино. У Ёлкино впадает в Цимлу в 60 км выше устья последней. Длина реки составляет 19 км, площадь водосборного бассейна — 452 км².

## Данные водного реестра
По данным государственного водного реестра России относится к Донскому бассейновому округу, водохозяйственный участок реки — Дон от города Калач-на-Дону до Цимлянского гидроузла, без реки Чир, речной подбассейн реки — Дон между впадением Хопра и Северского Донца. Речной бассейн реки — Дон (российская часть бассейна).
Код объекта в государственном водном реестре — 05010300912107000010264.